# Palo Alto Networks
Pour les articles homonymes, voir Palo Alto (homonymie).
Palo Alto Networks est une entreprise américaine qui construit du matériel de télécommunications. Elle est spécialisée dans les services de sécurité pour les réseaux et les ordinateurs.

## Histoire
Palo Alto Networks est fondée en 2005 par Nir Zuk, un ancien ingénieur de Check Point, créateur du concept "Stateful Inspection", et de NetScreen. Nir Zuk avait remarqué la difficulté des entreprises à maîtriser les outils de sécurité, ainsi que leur incapacité à accéder à des applications de sécurité modernes sans risques. Cela l'a poussé à développer un pare-feu permettant d'identifier et de fournir un contrôle précis des applications au sein d'un système d'information.
Nir Zuk invente également le terme "Extended detection and response" en 2018.
En 2025, Palo Alto Networks annonce racheter CyberArk, éditeur d'une solution de gestion des accès à privilèges (Privilege Access Management), pour 25 milliards de dollars. Un an plus tôt, CyberArk avait racheté Venafi, éditeur d'une solution de gestion des certificats de sécurité. 

## Produits
- CyberArk
- Venafi